# المنطقة العسكرية السابعة (اليمن)

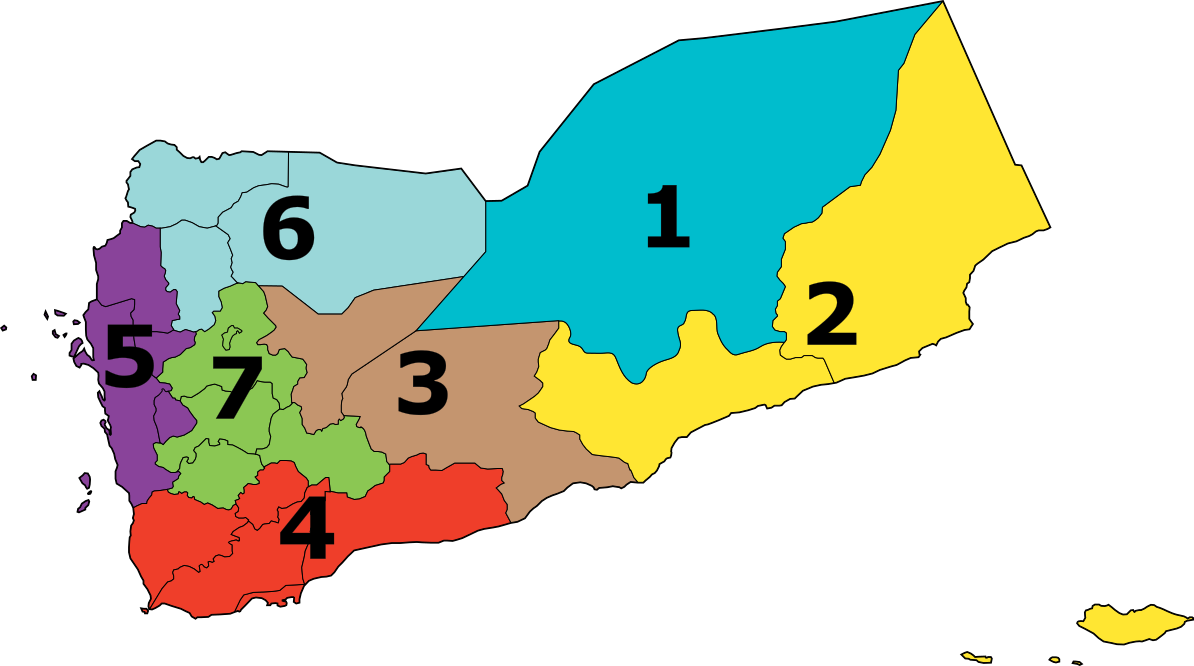
تقسيمات مسرح المناطق العسكرية اليمنية للجيش اليمني

المنطقة العسكرية السابعة هي إحدى المناطق العسكرية اليمنية وتنتشر في محافظة ذمار ومحافظة البيضاء ومحافظة صنعاء ومحافظة إب، ويقع مركز قيادتها في مدينة ذمار، وتتكون المنطقة من 9 قوات قتالية.

## القادة
1. اللواء الركن/ علي محسن علي مثنى [1] (10 أبريل 2013 -)
2. اللواء الركن/ إسماعيل حسن زحزوح. (8 نوفمبر 2016 -23 أغسطس)[3]
3. اللواء الركن/ ناصر الذيباني (23 أغسطس 2017 - 5 أغسطس 2018)[4]
4. اللواء الركن/ محسن الخبي (5 أغسطس 2018 - 27 يناير 2020)[5]
5. اللواء الركن/ أحمد حسان جبران (27 يناير 2020 -22 ديسمبر 2021)[6]
6. اللواء الركن/ محمد رسام المنتصر، (22 ديسمبر٢٠٢١ - حتى الآن)[7]

### رئيس الأركان
1. العقيد الركن / أحمد علي عبادي.[1] (10 أبريل 2013 -)
2. العميد الركن / مرضي ضرمان،  (2023 - حتى الآن)

## القوة العسكرية
| م | اللواء                             | مكان التمركز  | المحافظة       | النوع         |
| - | ---------------------------------- | ------------- | -------------- | ------------- |
| 1 | قيادة المنطقة                      | ذمار          | محافظة ذمار    | القوات البرية |
| 2 | اللواء 9 مشاة ميكا                 | ذمار          | محافظة ذمار    | القوات البرية |
| 3 | اللواء 26 مشاة ميكا                | البيضاء       | محافظة البيضاء | القوات البرية |
| 4 | محور البيضاء العملياتي             | البيضاء       | محافظة البيضاء | القوات البرية |
| 5 | اللواء 30 مدرع                     | إب            | محافظة إب      | القوات البرية |
| 6 | اللواء 55 مدفعية                   | يريم          | محافظة إب      | القوات البرية |
| 7 | اللواء 61 مدفعية                   | معسكر 48      | صنعاء          | القوات البرية |
| 8 | الكتائب المتمركزة في معسكر السبعين | معسكر السبعين | صنعاء          | القوات البرية |
| 9 | لواء دفاع جوي                      | معسكر السبعين | صنعاء          | القوات الجوية |